# 富山聡
富山 聡（とみやま さとし）は、日本の刑務官、法務官僚。法務省大臣官房審議官を経て、法務省矯正局長を務めた。

## 来歴・人物
東京都出身。1981年中央大学法学部卒業、法務省入省。2011年法務省矯正局総務課長。2013年法務省大臣官房施設課長。2014年法務省大臣官房官房審議官。2016年から法務省矯正局長を務め、松山刑務所から受刑者が逃走した事件への対処などにあたった。
2018年9月退官。